# Boston Marathon 2014

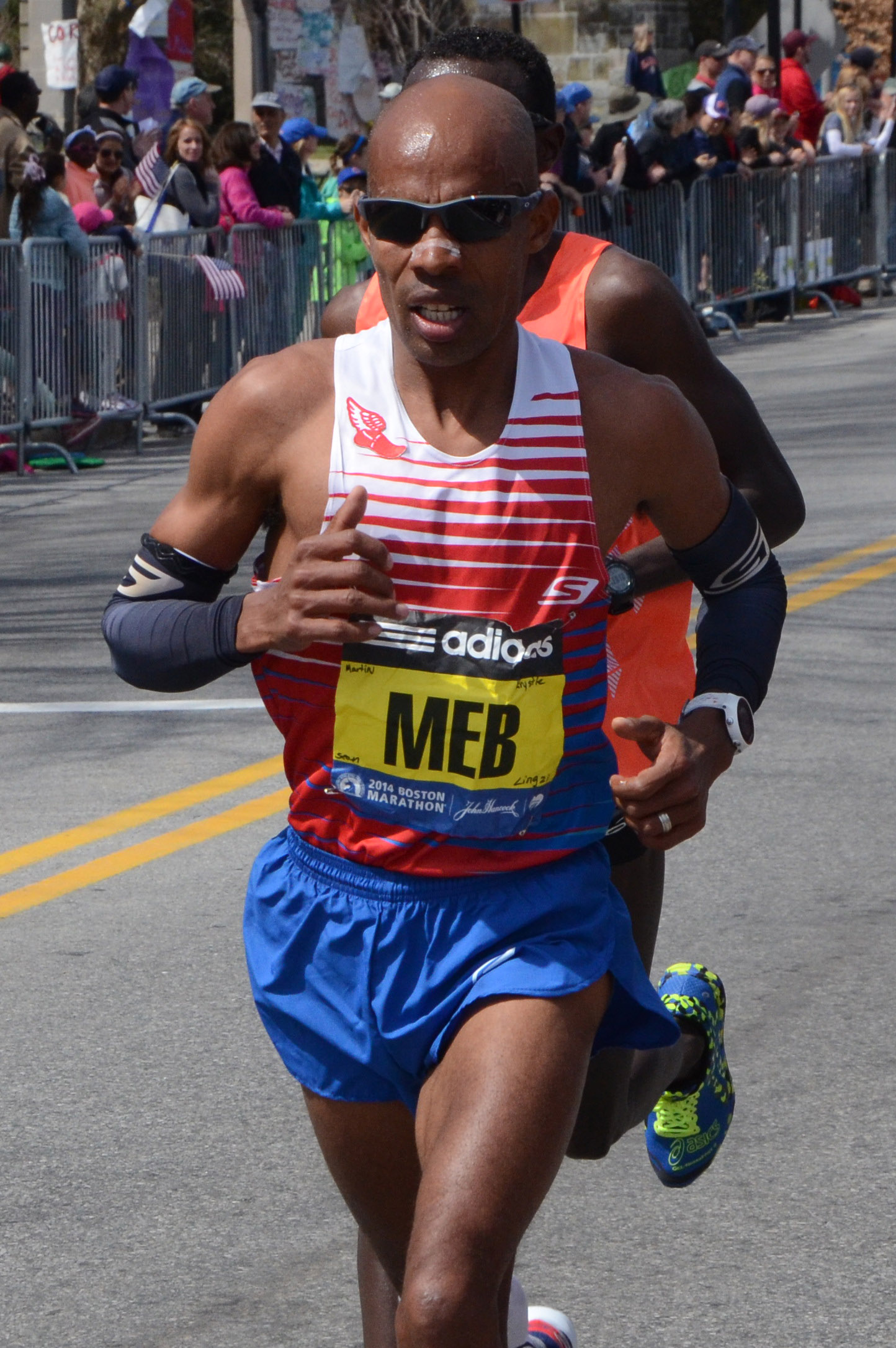
Meb Keflezighi op weg naar zijn eindoverwinning.

De Boston Marathon 2014 werd gelopen op maandag 21 april 2014 in Boston. Het was de 118e editie van deze marathon.
De wedstrijd werd bij de mannen gewonnen door de Amerikaan Meb Keflezighi in 2:08.37. Op de streep had hij elf seconden voorsprong op de Keniaan Wilson Chebet. Bij de vrouwen ging de Keniaanse Rita Jeptoo met de hoogste eer strijken door de wedstrijd te winnen in 2:18.57.
In 2016 werd Jeptoo vanwege een overtreding van het dopingreglement echter bestraft met een vierjarige schorsing, die met terugwerkende kracht op 30 oktober 2014 inging; bovendien werd zij gediskwalificeerd voor haar overwinning in Boston. Hierdoor ging de winst alsnog naar de als tweede geëindigde Ethiopische Bizunesh Deba, die 2:19.59 als eindtijd had laten optekenen.

## Uitslagen

### Mannen
| rang   | naam                 | land | tijd    |
| ------ | -------------------- | ---- | ------- |
| Goud   | Meb Keflezighi       | USA  | 2:08.37 |
| Zilver | Wilson Chebet        | KEN  | 2:08.48 |
| Brons  | Frankline Chepkwony  | KEN  | 2:08.50 |
| 4      | Vitaliy Shafar       | UKR  | 2:09.38 |
| 5      | Markos Geneti        | ETH  | 2:09.50 |
| 6      | Joel Kimurer         | KEN  | 2:11.03 |
| 7      | Nicholas Arciniaga   | USA  | 2:11.47 |
| 8      | Jeffrey Eggleston    | USA  | 2:11.57 |
| 9      | Paul Kipchumba       | KEN  | 2:12.34 |
| 10     | Adil Annani          | MAR  | 2:12.43 |
| 11     | Josphat Boit         | USA  | 2:12.52 |
| 12     | Craig Leon           | USA  | 2:14.28 |
| 13     | Michael Morgan       | USA  | 2:14.40 |
| 14     | Koichi Sakai         | JPN  | 2:14.56 |
| 15     | Lusapho April        | RSA  | 2:14.59 |
| 16     | Abdihakim Abdirahman | USA  | 2:16.06 |
| 17     | Micah Kogo           | KEN  | 2:17.12 |
| 18     | Brett Gotcher        | USA  | 2:17.16 |
| 19     | Scott Macpherson     | USA  | 2:17.46 |
| 20     | Ryan Hall            | USA  | 2:17.50 |
| 21     | Ruben Sanca          | CPV  | 2:19.05 |
| 22     | Ulrich Steidl        | GER  | 2:19.48 |
| 23     | Matt Hensley         | USA  | 2:19.51 |
| 24     | Brian Harvey         | USA  | 2:20.35 |
| 25     | Vyacheslav Shabunin  | RUS  | 2:20.43 |

### Vrouwen
| rang   | naam                       | land | tijd    |
| ------ | -------------------------- | ---- | ------- |
| Goud   | Bizunesh Deba              | ETH  | 2:19.59 |
| Zilver | Mare Dibaba                | ETH  | 2:20.35 |
| Brons  | Jemima Sumgong             | KEN  | 2:20.41 |
| 4      | Meselech Melkamu           | ETH  | 2:21.28 |
| 5      | Aleksandra Duliba          | BLR  | 2:21.29 |
| 6      | Shalane Flanagan           | USA  | 2:22.02 |
| 7      | Sharon Cherop              | KEN  | 2:23.00 |
| 8      | Fyles Ongori               | KEN  | 2:23.22 |
| 9      | Desiree Linden             | USA  | 2:23.54 |
| 10     | Belaynesh Olijira          | ETH  | 2:24.21 |
| 11     | Yeshi Esayias              | ETH  | 2:27.40 |
| 12     | Tatjana Petrova            | RUS  | 2:30.29 |
| 13     | Lanni Marchant             | CAN  | 2:30.34 |
| 14     | Adriana Nelson             | USA  | 2:31.15 |
| 15     | Adriana-Cristina Aparecida | BRA  | 2:31.18 |
| 16     | Caroline Kilel             | KEN  | 2:32.04 |
| 17     | Serena Burla               | USA  | 2:32.27 |
| 18     | Wendy Thomas               | USA  | 2:32.49 |
| 19     | Esther Atkins              | USA  | 2:33.15 |
| 20     | Noriko Higuchi             | JPN  | 2:33.39 |
| 21     | Sarah Cummings             | USA  | 2:34.57 |
| 22     | Hilary Dionne              | USA  | 2:35.08 |
| 23     | Lidia Şimon                | ROU  | 2:36.47 |
| 24     | Andrea Walkonen            | USA  | 2:37.06 |
| DSQ    | Rita Jeptoo                | KEN  | 2:18.57 |

1897 ·
1898 ·
1899 ·
1900 ·
1901 ·
1902 ·
1903 ·
1904 ·
1905 ·
1906 ·
1907 ·
1908 ·
1909 ·
1910 ·
1911 ·
1912 ·
1913 ·
1914 ·
1915 ·
1916 ·
1917 ·
1918 ·
1919 ·
1920 ·
1921 ·
1922 ·
1923 ·
1924 ·
1925 ·
1926 ·
1927 ·
1928 ·
1929 ·
1930 ·
1931 ·
1932 ·
1933 ·
1934 ·
1935 ·
1936 ·
1937 ·
1938 ·
1939 ·
1940 ·
1941 ·
1942 ·
1943 ·
1944 ·
1945 ·
1946 ·
1947 ·
1948 ·
1949 ·
1950 ·
1951 ·
1952 ·
1953 ·
1954 ·
1955 ·
1956 ·
1957 ·
1958 ·
1959 ·
1960 ·
1961 ·
1962 ·
1963 ·
1964 ·
1965 ·
1966 ·
1967 ·
1968 ·
1969 ·
1970 ·
1971 ·
1972 ·
1973 ·
1974 ·
1975 ·
1976 ·
1977 ·
1978 ·
1979 ·
1980 ·
1981 ·
1982 ·
1983 ·
1984 ·
1985 ·
1986 ·
1987 ·
1988 ·
1989 ·
1990 ·
1991 ·
1992 ·
1993 ·
1994 ·
1995 ·
1996 ·
1997 ·
1998 ·
1999 ·
2000 ·
2001 ·
2002 ·
2003 ·
2004 ·
2005 ·
2006 ·
2007 ·
2008 ·
2009 ·
2010 ·
2011 ·
2012 ·
2013 ·
2014 ·
2015 ·
2016 ·
2017 ·
2018 ·
2019 ·
2020 ·
2021 ·
2022